# Sant Martin de Vila-reglan
Sant Martin de Vilareglan (en francès Saint-Martin-de-Villereglan) és un municipi del departament de l'Aude, a la regió d'Occitània.